# Opius ankaratrensis
Opius ankaratrensis är en stekelart som beskrevs av Fischer 1963. Opius ankaratrensis ingår i släktet Opius och familjen bracksteklar. Inga underarter finns listade i Catalogue of Life.